# Charles Frederick Goodeve
Sir Charles Frederick Goodeve (* 21. Februar 1904 in Neepawa, Manitoba; † 7. April 1980) war ein kanadischer Chemiker, der im Bereich der Unternehmensforschung Pionierleistungen erbrachte. Während des Zweiten Weltkrieges arbeitete er außerdem an Waffensystemen zur U-Boot-Abwehr.

## Leben und Wirken
Goodeve wurde 1904 als Sohn eines anglikanischen Geistlichen in Kanada geboren. 1925 erwarb er den Grad eines Bachelor of Science im Fach Chemie an der University of Manitoba und zwei Jahre später den Master of Science. Im selben Jahr, 1927, erhielt er ein Stipendium für ein weitergehendes Studium am University College London. 1930 wurde er Lecturer und 1937 Reader in Physikalischer Chemie. 1936 erwarb er den Doktorgrad und wurde 1940 in die Royal Society aufgenommen. In dieselbe Zeit fällt auch seine Heirat mit der Chemikerin Janet Wallace, die zeitweilig auch zu Goodeves Arbeitsgruppe gehörte, aus der Ehe gingen die beiden Söhne Peter Julian (* 1936) und John Anthony (* 1944) hervor.
Bereits Anfang der 1930er Jahre war Goodeve der Royal Naval Volunteer Reserve beigetreten und wurde 1936 zum Lieutenant Commander befördert. Bei Kriegsbeginn 1939 trat er der britischen Marineforschungseinrichtung HMS Vernon in Sheerness bei und arbeitete zunächst an Verfahren zur Verringerung der magnetischen Signatur von Schiffsrümpfen, um diese weniger anfällig gegenüber magnetgezündeten Seeminen zu machen. Auf Goodeve geht auch der im englischen Sprachraum übliche Begriff degaussing (nach der Einheit Gauß für den magnetischen Fluss, deutsche Entsprechung: Magnetischer Eigenschutz) zurück. Ab 1940 arbeitete er zudem an einer britischen Version der ursprünglich in der Schweiz hergestellten 20-mm-Oerlikon-Kanone. Ferner erhielt Goodeves Arbeitsgruppe den Namen Directorate of Miscellaneous Weapons Development (DMWD), die bald den Hedgehog-Werfer zur U-Bootabwehr entwickelte.
1942 wurde Goodeve vom Dritten Seelord der Admiralität, William Wake-Walker, zum stellvertretenden Leiter für Forschung und Entwicklung ernannt und überblickte sämtliche Neuentwicklungen der Marine. Für die Konstruktion des Hedgehog-Werfers, der im Laufe des Krieges für die Versenkung von ca. 50 feindlichen U-Booten genutzt wurde, wurde Goodeve gegen Kriegsende als Officer des Order of the British Empire ausgezeichnet und 1946 zum Knight Bachelor geschlagen.
Nach Kriegsende wurde Goodeve Direktor der British Iron and Steel Research Association, eines Forschungsinstitutes der britischen Metallindustrie. Nachdem er 1969 in den Ruhestand ging, beschäftigte er sich aus eigenem Interesse mit Unternehmensforschung und wird gelegentlich als einer der Begründer dieser wissenschaftlichen Disziplinen bezeichnet. Von 1968 bis 1970 war er außerdem Vizepräsident der Royal Society.
1980 verstarb Goodeve nach einem Sturz, der möglicherweise durch seine Parkinson-Krankheit verursacht wurde.